# Keana Hunter
Keana Hunter, född 4 mars 2004, är en amerikansk konstsimmare.

## Karriär
I december 2021 vid panamerikanska spelen för juniorer i Cali var Hunter en del av USA:s lag som tog silver i både lagtävlingen och i highlight.
I juli 2023 vid VM i Fukuoka var Hunter en del av USA:s lag som tog silver i det akrobatiska lagprogrammet. I februari 2024 vid VM i Doha var hon en del av USA:s lag som tog brons i det akrobatiska lagprogrammet. Vid olympiska sommarspelen 2024 i Paris var Hunter en del av USA:s lag som tog silver i lagtävlingen.